# Matthias Kolbusa

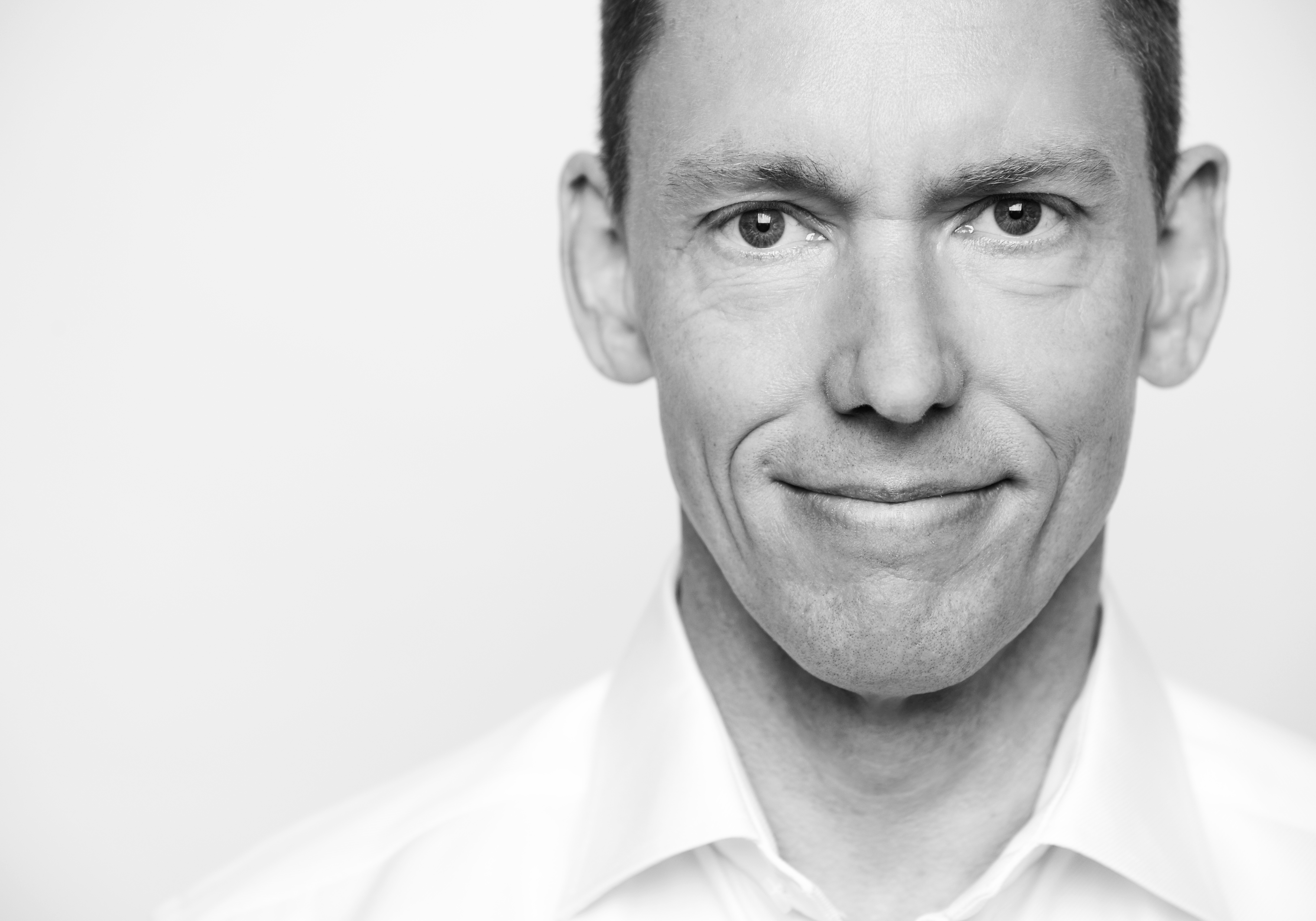
Matthias Kolbusa

Matthias Kolbusa (* 1974 in Paderborn) ist ein deutscher Sachbuchautor.

## Leben
Nach seinem Abitur in Nürnberg im Jahr 1993 studierte Kolbusa Informatik an der Hochschule Fulda. Nach seinem Abschluss als Diplom-Informatiker im Jahr 1999 arbeitete er als Senior-Berater der CSC Corp. Unternehmensberatung. Ein Jahr später wechselte er ins Management der Autobahn Tank & Rast GmbH. In der Folge gründete er einige Unternehmen, die er im Anschluss wieder veräußerte. Drei Jahre später erwarb er den Titel des Masters of Business Administration (MBA) an der University of Leeds in England. Im Jahr 2011 erschien sein erstes Buch Der Strategie Scout. Für mehrere mittelständische Unternehmen ist er als Aufsichtsrat und Beirat tätig. Von 2016 bis 2019 gehörte er dem deutschen Präsidium des Club of Rome an. Er lebt und arbeitet in Hamburg, ist verheiratet und hat zwei Kinder.

## Veröffentlichungen
- Der Strategie-Scout. Komplexität beherrschen, Szenarien nutzen, Politik machen, 1. Aufl., Springer Gabler, Wiesbaden 2011, ISBN 978-3-8349-2412-4
- Umsetzungsmanagement. Wieso aus guten Strategien und Veränderungen häufig nichts wird, Springer Gabler, Wiesbaden 2013, ISBN 978-3-658-02236-5.
- Gegen den Schwarm. Aus eigener Kraft erfolgreich werden, Ariston Verlag, München 2013, ISBN 978-3-424-20095-9.
- Konsequenz!: Management ohne Kompromisse. Führen mit Klarheit und Aufrichtigkeit, Ariston Verlag, München 2017, ISBN 978-3-424-20137-6.
- Management Beyond Ego. Teams in der neuen Arbeitswelt zu außergewöhnlichen Erfolgen führen, Ariston Verlag, München 2020, ISBN 978-3-424-20228-1.